# Słoneczna Kopa
Słoneczna Kopa (713 m n.p.m.) (niem. Sonnenkoppe) – góra graniczna w południowo-zachodniej Polsce i północnych Czechach, w Sudetach Środkowych, w Górach Kamiennych, w paśmie Gór Suchych.
Wzniesienie położone w Sudetach Środkowych, w Górach Kamiennych, we wschodniej części pasma Gór Suchych (cz. Javoří hory), na południe od miejscowości Świerki. Tworzy rozległy masyw wraz z Czarną. Przez wierzchołek przechodzi polsko-czeska granica państwowa.
Jest to wzniesienie zbudowane z permskich skał wylewnych – melafirów (trachybazaltów), które są eksploatowane w kamieniołomie na wschodnim zboczu.
Szczyt po stronie czeskiej porośnięty lasem świerkowym regla dolnego, po polskiej stronie rozciągają się niewielkie zagajniki pola, łąki i nieużytki. Południowa, czeska część wzniesienia znajduje się w Obszarze Chronionego Krajobrazu Broumovsko.

## Turystyka
Przez szczyt przechodzi szlak turystyczny:
- zielony – szlak graniczny prowadzący wzdłuż granicy z Tłumaczowa do Przełęczy Okraj